# Natrijum cijanid
Natrijum cijanid je natrijumova so cijanovodonične kiseline. Ovo jedinjenje ima hemijsku formulu NaCN. Na sobnoj temperaturi ova so je bezbojan kristalni prah, koji ima slab miris na gorke bademe. Veoma je higroskopana.

## Dobijanje
Natrijum cijanid se dobija procesom neutralizacije cijanovodonične kiseline i natrijum hidroksida (sode) putem Andrusove reakcije. Za sintezu natrijum cijanida se koriste metan, amonijak i kiseonik.
{\displaystyle \mathrm {2\,CH_{4}+2\,NH_{3}+3\,O_{2}\longrightarrow 2\,HCN+6\,H_{2}O+960\,kJ} }
Metan, amonijak i kiseonik reaguju na temperaturi od 1546 ° te uz prisustvo platine kao katalizatora dobija se voda i cijanovodonična kiselina.
Slijedi reakcija neutralizacije cijanovodonične kiseline i sode.
{\displaystyle \mathrm {HCN+NaOH\longrightarrow NaCN+H_{2}O} }
Cijanovodonična kiselina i soda daju natrijum cijanid i vodu.
Ranije se natrijum cijanid dobijao putem reakcije natrijuma sa ugljom i amonijakom.

## Upotreba
Natrijum cijanid zajedno sa kalijum cijanidom se upotrebljava u proizvodnji plemenitih metala zlata i srebra. U galvanskoj tehnici se koristi u raznim cijanidnim kadama, npr. u cijanidnim kadama za bakar, mesing, bronzu, cink, kadmijum i zlato.
U organskoj hemiji natrijum cijanid se koristi u raznim sintezama. Natrijum cijanid je otrovan za ljude. Smrtonosna doza (oralno) iznosi oko 2,8 mg po kilogramu tjelesne mase.